# Kościół św. Stanisława Biskupa i Męczennika w Racławicach

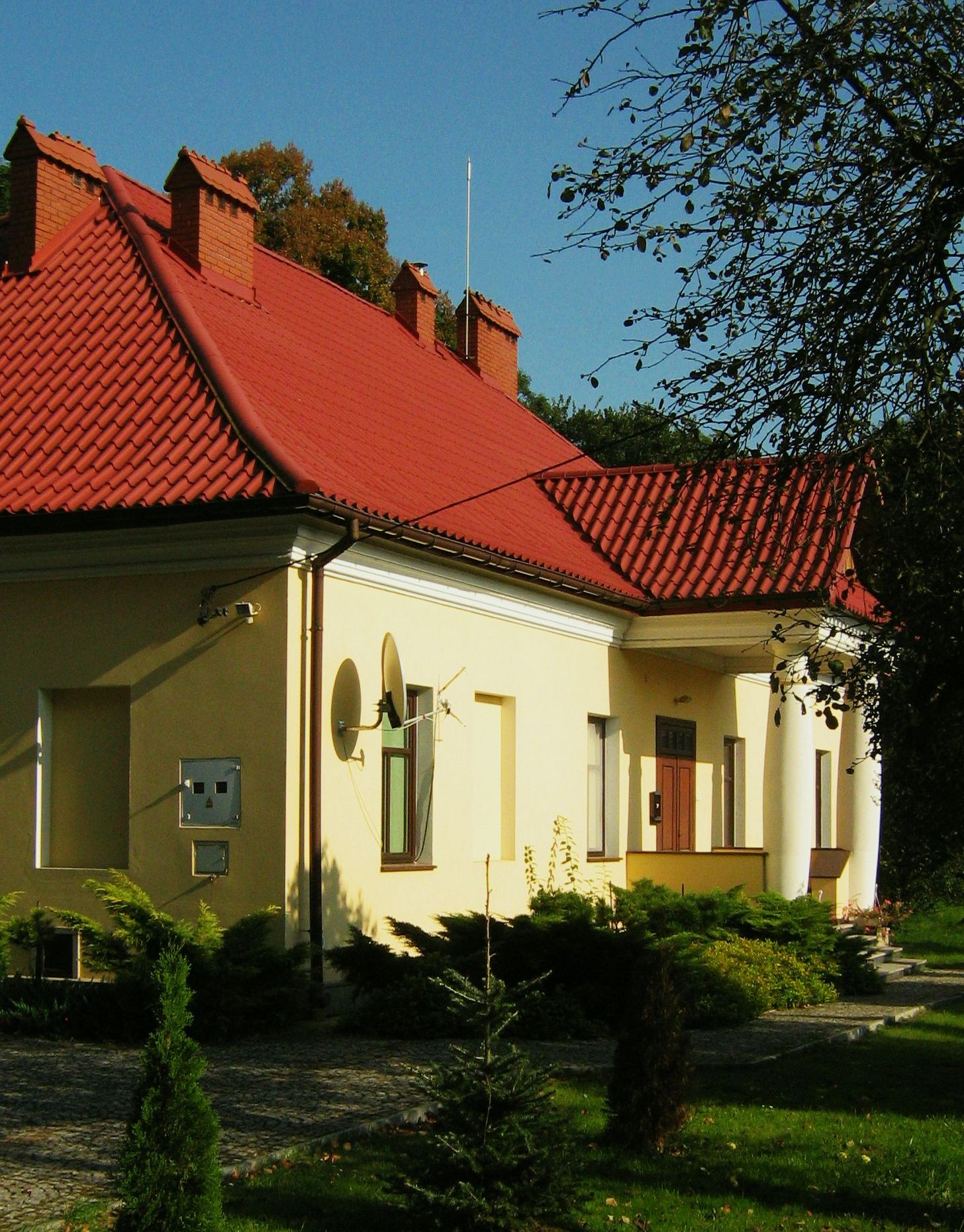
Plebania z przełomu XVIII i XIX w.
po pracach renowacyjnych

Kościół św. Stanisława Biskupa i Męczennika znajduje się przy ul. Rudnickiej 83 w Racławicach koło Niska w pobliżu drogi krajowej nr 77.

## Historia
Parafia w Racławicach powstała ok. 1270 r. po drugim ataku Tatarów na Polskę i została wydzielona z parafii w Bielinach. Pierwsze wzmianki o istnieniu probostwa pochodzą z Acta Camerae Apostolicae z 1325 r. oraz z Liber beneficiorum diocesis cracoviensis Jana Długosza z lat 1470-80. Z jej rozległego terytorium utworzono nowe parafie: Nisko (1896 r.), Zarzecze (1935 r.), Nowosielec (1968 r.), Przędzel (1970 r.), Nisko-Podwolina (2002 r.).
Nie ustalono dotychczas, ile kościołów parafialnych istniało na przestrzeni wieków. Wiadomo, że wojska szwedzkie w czasie potopu zniszczyły nowo powstałą świątynię. Po odbudowie budynek poddawano jeszcze kilkukrotnym naprawom. Dokonano ich w XVIII w. za przyczyną ks. Józefa Bajczyńskiego, ks. Karola Turskiego oraz Zdzisława Zamojskiego, ówczesnego właściciela Racławic, Woliny, Przędzela i Stróży.
Kolejną budowlę sakralną ufundował w 1746 r. podczaszy wieluński Józef Grabiński, właściciel Racławic i Przędzela. Modrzewiowy kościół konsekrował w 1748 r. biskup sufragan krakowski Michał Ignacy Kunicki. Barokowa świątynia wyróżniał się oryginalnym i bardzo bogatym wyposażeniem. Spłonęła 28 października 1914 r. na skutek ostrzału przez wojska rosyjskie.
Następna, także drewniana, pełniąca funkcję kościoła tymczasowego, została zbudowana dzięki ks. Wojciechowi Sapeckiemu w 1920 r. na fundamentach poprzedniej. Oddano ją do użytku i uroczyście poświęcono 8 V 1921. Budynek rozebrano w 2000 r.
Obecny kościół parafialny powstał w latach 1992-97 staraniem ks. Mieczysława Porawskiego według projektu  mgr. inż. arch. Zygmunta Chucherko. Prace budowlane i wykończeniowe były finansowana jedynie z ofiar parafian w kraju i za granicą. Konsekracji dokonał 8 V 1999 r. biskup sandomierski Wacław Świerzawski. Architektura nowej świątyni nawiązuje do gotyku ceglanego i romanizmu.

## Wyposażenie wnętrza

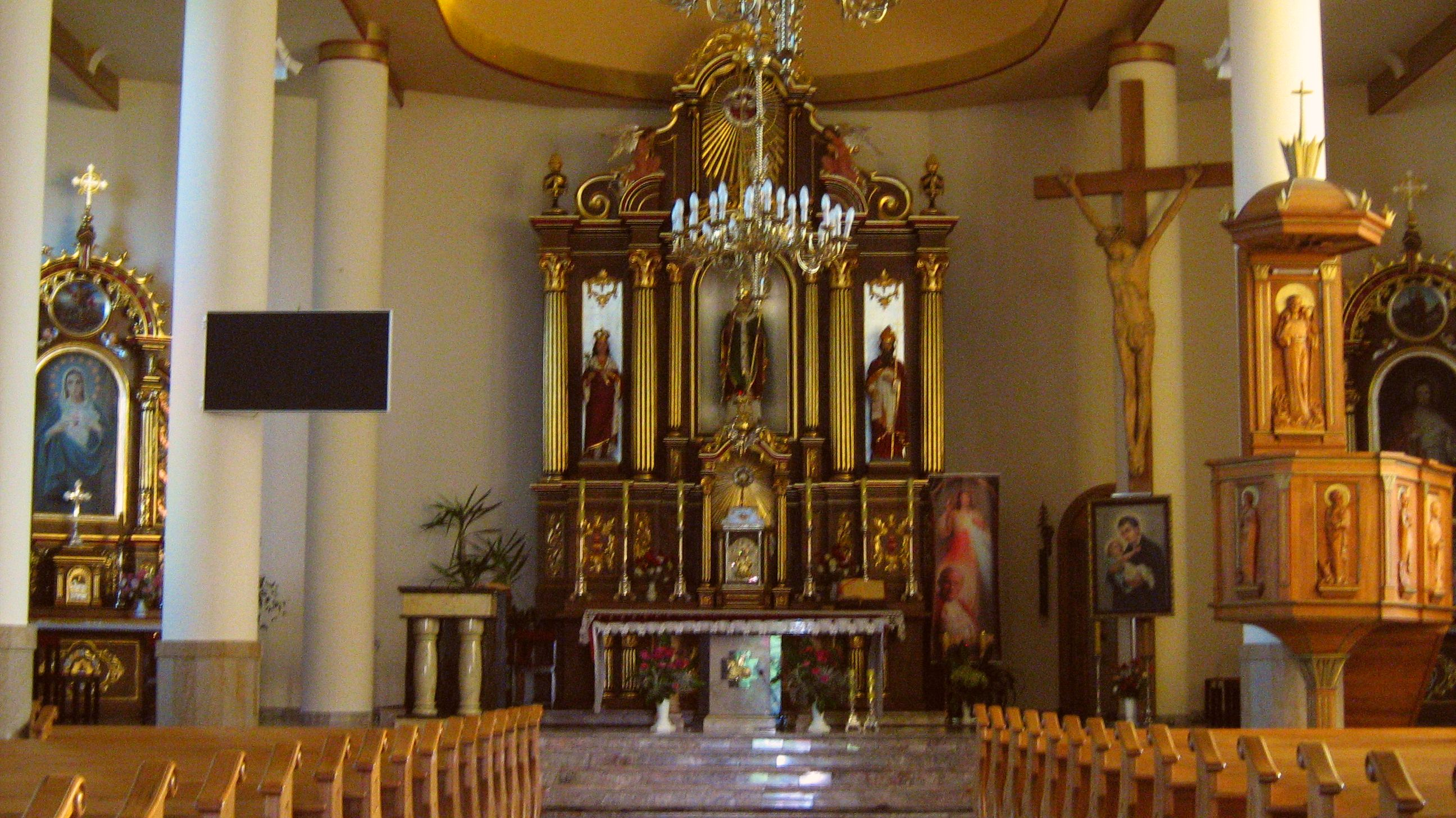
Wnętrze kościoła parafialnego

Wnętrze posiada układ pseudobazylikowy, trójnawowy, z nawą główną ze sklepienie kolebkowym i węższymi nawami bocznymi ze sklepieniem płaskim oraz obszerną, wewnętrzną kruchtą. Wyposażenie zostało przeniesione do nowego kościoła z poprzedniej świątyni parafialnej.

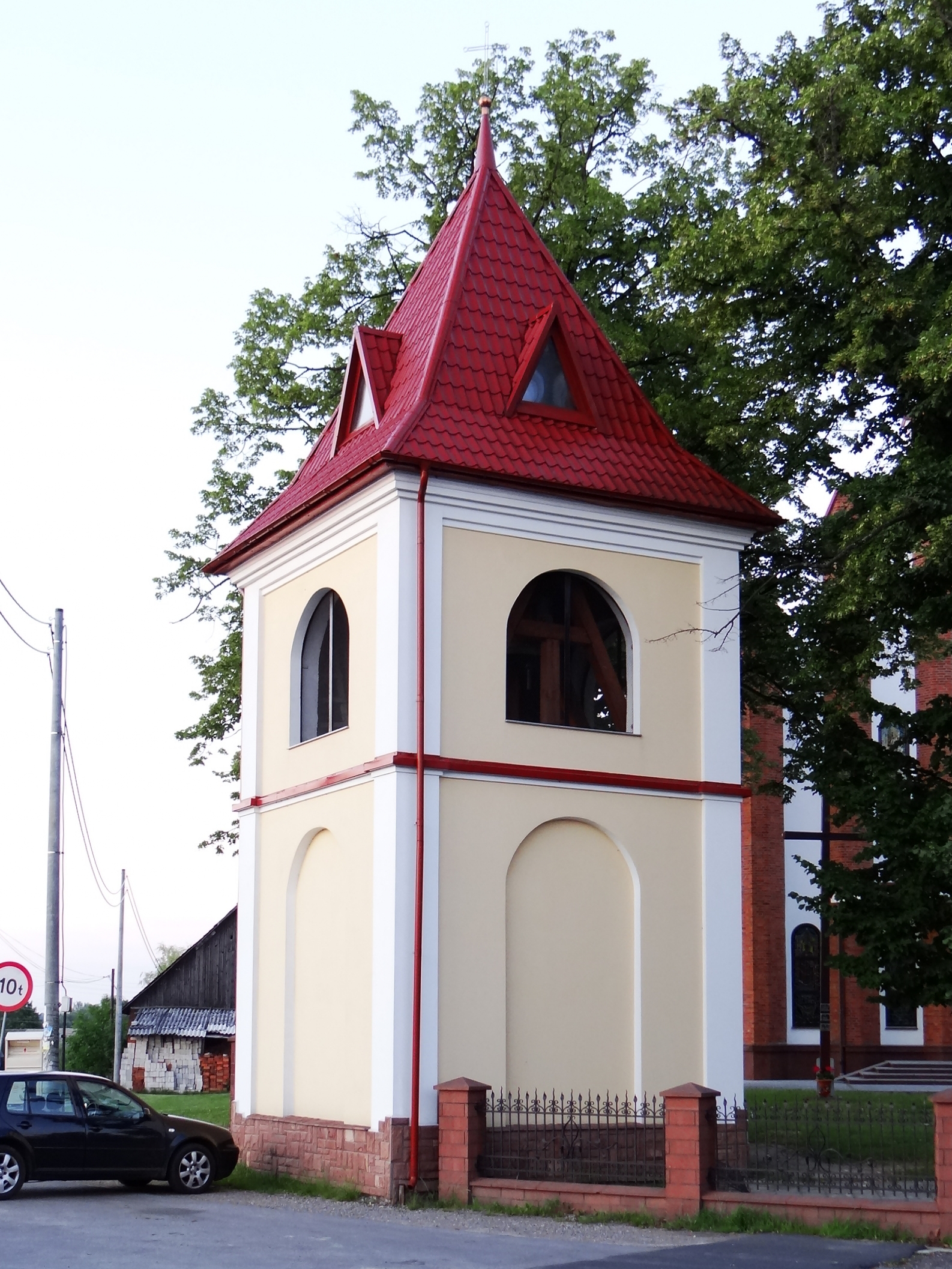
Dzwonnica przykościelna z 1911 r.
po pracach renowacyjnych

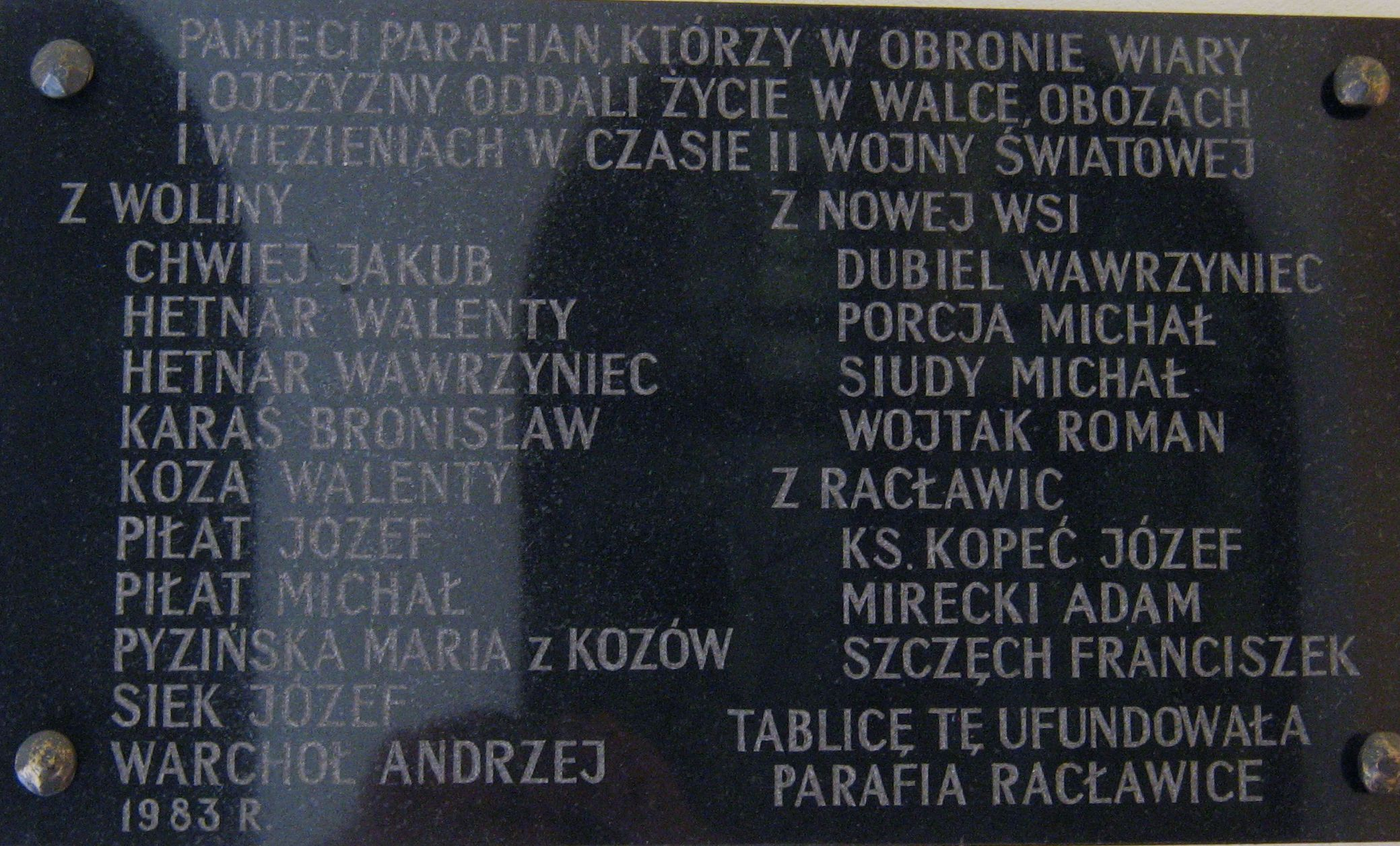
Tablica pamiątkowa ufundowana
przez parafian w 1983 r.

W prezbiterium znajdują się trzy ołtarze w stylu barokowym z dekoracjami snycerskimi, płaskorzeźbami oraz rzeźbami figuralnymi z drewna lipowego, złoconymi, srebrzonymi i polichromowanymi. Zostały wykonane w latach 1955-56 i nie stanowią wiernej kopii XVIII-wiecznych ołtarzy, które spłonęły w 1914 r. W lewej nawie umieszczona jest polichromowana i złocona chrzcielnica w stylu barokowym. Wnętrze zdobią dzieła krakowskiej rzeźbiarki Walerii Bukowieckiej: eklektyczna ambona z 1965 r. z licznymi płaskorzeźbami oraz Krucyfiks z 1977 r. Empora nad kruchtą mieści 27-głosowe organysystemu stożkowo-pneumatycznego wykonane w 1977 r. przez firmę Jerzego Kureckiego z Gdańska. W nawach bocznych umieszczone są neoklasycystyczne stacje Drogi Krzyżowej z lat 20. XX wieku.
W podziemiach świątyni znajduje się kaplica przedpogrzebowa z obrazem Modlitwa Pana Jezusa w Ogrójcu z początku XX wieku autorstwa Marii Waldeckowej, malarki, działaczki społecznej, właścicielki dworu i majątku ziemskiego w Racławicach-Waldekówce.
Okna kościoła zaopatrzone są w witraże z przedstawieniami figuralnymi. Ściany w nawach bocznych i kruchcie oraz filary ozdobiono boazerią granitową. Posadzka wyłożona jest płytkami ceramicznymi, zaś prezbiterium – płytami z różowego marmuru.
W kruchcie umieszczone są dwie kamienne tablice pamiątkowe pochodzące z poprzedniej świątyni parafialnej. Pierwsza z nich upamiętnia parafian z Woliny, Nowej Wsi i Racławic poległych w walkach w obronie ojczyzny oraz zmarłych w więzieniach i obozach w czasie II wojny światowej. Druga dedykowana jest Walerii Mireckiej, wieloletniej kierowniczce szkoły w Racławicach, nauczycielce, działaczce społecznej, uczestnikowi ruchu oporu NOW – AK. W 2013 r. parafianie wmurowali kolejną tablicę, poświęconą ks. Mieczysławowi Porawskiemu, budowniczemu nowego kościoła i długoletniemu proboszczowi parafii.

## Otoczenie kościoła
Wokół świątyni znajduje się cmentarz kościelny z XIV wieku (nr rej. 438/A z 10.06.1991), teren o pięciobocznym kształcie wyznaczonym przez starodrzew złożony z lip. Od początku XIX wieku nie stanowi już miejsca pochówku i obecnie funkcjonuje jako ogród przykościelny.
W linii ogrodzenia ulokowana jest murowana, czworoboczna dzwonnica z 1911 r. z dzwonami: Maryja Bogurodzica (o wadze 750 kg), Święty Stanisław (289 kg) i Święty Wojciech (220 kg). Naroża budowli ujęte są lizenami, a podstawę ścian zdobi boniowanie z czerwonego piaskowca.
Na uwagę zasługuje plebania z przełomu XVIII i XIX w. (nr rej. 438/A z 10.06.1991), parterowy obiekt z klasycystycznym gankiem z drewnianym tympanonem w kształcie trójkąta wspartym na dwóch kolumnach doryckich. Dół elewacji boniowany jest polerowanym szarym granitem, a spód czterospadowego dachu i frontonu uwydatnia profilowany gzyms podokapowy. Przed budynkiem znajduje się kolisty klomb kwiatowy z umieszczoną centralnie figurą św. Antoniego z Padwy z XIX wieku. Obok plebanii rośnie pomnik przyrody − potężna lipa drobnolistna o obwodzie pnia przekraczającym 6 metrów.

## Ciekawostki
- Przed wybuchem I wojny światowej w zakrystii kościoła znajdowały się bogato zdobione szaty liturgiczne. Wiele z nich pochodziło z fundacji okolicznej szlachty, m.in. rodu Mniszchów. Paramenty zostały wspomniane w kronice wizytacji kanonicznej dekanatu rudnickiego z czasów biskupa pomocniczego diecezji przemyskiej Karola Józefa Fischera, który był miłośnikiem dawnych prac hafciarskich[7]. Poddano je renowacji w okresie poprzedzającym wizytację kanoniczną dokonaną w 1911 r. przez biskupa przemyskiego Józefa Sebastiana Pelczara[8]. W 1914 r. cenne ornaty i kapy doszczętnie spłonęły.
- Lipa drobnolistna rosnąca w ogrodzie plebańskim jest drugim pod względem obwodu pnia drzewem w powiecie niżańskim. Grubszą od niej jest tylko topola czarna o obwodzie pnia równym 7,3 m, rosnąca w Ulanowie.